# Jaunekļu Kristīgā Savienība Rīga
Il Jaunekļu Kristīgā Savienība Rīga (in lettone Giovane Unione Cristiana Riga), noto anche come JKS Riga o JKS, è stata una società calcistica lettone con sede nella città di Riga. Ha fatto da base per la prima Nazionale di calcio della Lettonia.

## Storia
Partecipò ai primi campionati lettoni, contendendo (inutilmente) il titolo al Ķeizarmežs; dopo diversi secondi posti, nel 1927 fu esclusa dalla nascente Virslīga. Vi fece ritorno nel 1932, senza per altro ripetere i fasti del passato; nel 1936 finì ultimo, retrocedendo, senza più far ritorno in massima serie.

## Giocatori
La prima nazionale lettone era costituita per 9 undicesimi da calciatori del JKS: ciò è dovuto al fatto che all'epoca era la squadra più forte dopo il Ķeizarmežs (o Kaiserwald), che però era costituita per lo più da calciatori tedeschi.
Negli anni successivi anche Jānis Kļaviņš, Aleksandrs Haldejevs, Reinholds Robots, Edvīns Vijups e Jānis Vindiņš furono convocati in nazionale.

## Palmarès

### Altri piazzamenti
- Campionato lettone:

Secondo posto: 1922, 1925